# Madžarska mejna pregrada
Leta 2015 je Madžarska zgradila mejno pregrado na svoji meji s Srbijo in Hrvaško. Ograja je bila zgrajena v času evropske migrantske krize z namenom zagotavljanja varnosti meje in preprečevanja vstopa nezakonitim priseljencem ter omogočanja možnosti vstopa preko uradnih kontrolnih točk in zaprosila za azil na Madžarskem v skladu z mednarodnim in evropskim pravom. Število nezakonitih vstopov na Madžarsko se je po končanju izgradnje pregrade močno zmanjšalo, saj je dejansko ukinila vstop na Madžarsko.
Po povečanem pritoku prosilcev za azil in migrantov v schengensko območje navkljub dublinski uredbi je Madžarska izjavila, da je EU "prepočasna za ukrepanje" in je junija 2015 začela graditi pregrado. Po poročanju BBC News "številni migranti, ki so trenutno na Madžarskem, tam zavračajo registracijo, da bi nadaljevali pot v Nemčijo, preden zaprosijo za azil". Madžarski premier Viktor Orbán je komentiral: "Naša naloga je le, da jih registriramo". Pregrada je bila dokončana septembra. Kasneje je Madžarska zgradila pregrade na manjših odsekih hrvaške meje, ki jih reka Drava ne ločuje.

## Srbska meja
Meja med Madžarsko in Srbijo je dolga 175 km. Junija 2015 je madžarska vlada odobrila gradnjo 4 m visoke pregrade. Gradnja pregrade se je začela v začetku julija. Od 2015 je bila Madžarska na dobri poti, da dokonča ograjo do konca istega leta. Pregrado z bodečo žico gradijo izvajalci. Na prizorišču je bilo napotenih tudi 900 vojakov, skupna cena za 4-metrsko ograjo in gradnjo dveh taborišč za azil znaša 30 milijard forintov (106 milijonov dolarjev).
Do sredine avgusta se je pregrada oblikovala kot dvojna varnostna ograja. Na hitro zgrajena zunanja ograja, sestavljena iz treh vrst bodeče žice je bila načrtovana za dokončanje do konca avgusta 2015. Sledi ji močnejša pregrada, visoka 3,5 metra. Počasen tempo gradnje ograje je 7. septembra 2015 pripeljal do odstopa Csabe Hendeja, madžarskega obrambnega ministra. Prva faza gradnje se je začela 13. julija, končana je bila v ponedeljek, 14. septembra.
Takojšen učinek ograje je bilo blokiranje vstopa na Madžarsko migrantom, ki niso pripravljeni zaprositi za status begunca na Madžarskem, kar je odvrnilo tok na Hrvaško. Ko je Hrvaška migrante vodila do svoje meje z Madžarsko, je Madžarska nato 18. septembra 2015 začela z gradnjo druge ograje ob svoji meji s Hrvaško.
16. septembra 2015 so se migranti, ki jim je nova ograja preprečila prečkanje meje v bližini Horgoša v Srbiji in Röszke, odzvali z uničenjem dela ograje. Madžarska policija je odgovorila s solzivcem, zaradi česar so se migranti umaknili, nato pa se ponovno zbrali in znova udarili, le da jih je pričakal še en krog solzivca in vodnih topov. Na tej točki so nekateri migranti začeli uničevati preostalo infrastrukturo, da bi dobili koščke betona, ki so jih skupaj s kamenjem metali na policijo, medtem ko so drugi izgredniki kurili naplavine in zrak napolnili z dimom. Nemiri so se umirili, ko se je razširila novica, da je madžarska policija odprla bližnja vrata, a ko je 200 ali 300 migrantov stopilo skozi novo odprta vrata, je madžarska policija pričela napredovati in v množico migrantov izstrelila solzivec.
Madžarska je bila zelo kritizirana zaradi uporabe solzivca in vodnih topov proti migrantom, ki so poskušali vstopiti v državo. Madžarska je komentirala varnost meje: "Uradni in zakoniti načini za prihod na Madžarsko in s tem v Evropsko unijo ostajajo odprti. To je vse, kar zahtevamo od vseh migrantov – da morajo spoštovati mednarodno in evropsko pravo.«
Aprila 2016 je madžarska vlada napovedala nadgradnjo pregrade, ki jo je označila za "začasno". Julija 2016 se je na srbski strani meje ostalo skoraj 1300 migrantov. Avgusta 2016 je Orbán napovedal, da bo Madžarska zgradila še eno večjo pregrado na svoji južni meji. 28. aprila 2017 je madžarska vlada objavila, da je na srbski meji dokončala drugo ograjo v dolžini 155 km.
Financiranje izgradnje madžarsko-srbske mejne ograje in projekta mejnih stražarjev je povečalo napetost med Madžarsko in drugimi državami članicami EU. Madžarska in Slovaška sta leta 2015 od Sodišča Evropske unije zahtevali razveljavitev odločitve EU o premestitvi migrantov. Čeprav mnenja generalnih pravobranilcev Sodišča niso zavezujoča za Sodišče Evropskih skupnosti, je dodeljeni generalni pravobranilec 26. julija 2017 izrazil stališče, da je treba zahtevka Madžarske in Slovaške zavrniti. Približno mesec dni po izidu mnenja generalnega pravobranilca je Madžarska od Evropske komisije zahtevala plačilo. Madžarska vlada je 31. avgusta 2017 zahtevala, da Evropska unija povrne polovico stroškov mejne ovire (400 milijonov evrov). To zahtevo je predsednik Evropske komisije 5. septembra 2017 zavrnil. Sodišče Evropske unije je s sodbo z dne 6. septembra 2017 zavrnilo tožbi Madžarske in Slovaške.

## Hrvaška meja
Madžarska je 16. oktobra 2015, nezadovoljna s prizadevanji EU za usklajevanje mejnega nadzora, dokončala 348 km dolgo ograjo vzdolž meja s Hrvaško in mejo zaprla ob polnoči. Od 17. oktobra dalje je bilo na tisoče migrantov dnevno preusmerjenih v Slovenijo.

## Slovenska meja
Madžarska je 14. septembra 2015 začela graditi ograjo na svoji meji s Slovenijo, natančneje na območju okoli mejnega prehoda Tornyiszentmiklós - Pince. Oviro iz bodeče žice so odstranili dva dni pozneje.

## Romunska meja
Sredi septembra 2015 je Madžarska pričela razmišljati o oviri na delu romunske meje v primeru premika migrantskega toka skozi to območje.
Od marca 2016 je v primeru odločitve za izgradnjo prepreke na madžarsko-romunski meji že vse nared in vojska "samo še čaka na ukaz vlade".
Oktobra 2017 je madžarski premier Viktor Orbán ponudil "pomoč Romuniji pri zaščiti njenih vzhodnih meja" in dodal, da bo Madžarska prisiljena zgraditi ograjo na skupni meji, če se bodo nezakonite migracije čez romunsko ozemlje še naprej povečevale.

## Vpliv na število nezakonitih prečkanj meje
Število poskusov vstopov v državo je padlo po gradnji pregrade. Septembra 2015 je skupaj vstopilo 138.396 migrantov, v prvih dveh tednih novembra pa se je povprečno dnevno število prestreženih migrantov zmanjšalo na le 15, kar je dnevno zmanjšanje za več kot 4.500.

## Okoljska prizadetost
Glede na korespondenco, objavljeno v reviji Nature, lahko mejna pregrada v svojo bodečo žico ujame živali in ogroža prostoživeče živali z blokiranjem migracije živali, ogroža povezljivost populacij vrst z razdrobljenostjo habitata (kot je mala podgana podgana ).

## Kritike ZN in EU
Generalni sekretar ZN Ban Ki-moon in nekateri voditelji EU so Madžarsko kritizirali zaradi gradnje mejnih ovir. Ban Ki-moon je izjavil: "Ne bi smeli graditi ograj ali zidov, predvsem pa moramo pogledati temeljne vzroke v državah izvora." Evropska komisija je zavrnila madžarske zahteve po sofinanciranju njene mejne pregrade.

## Galerija
- Madžarska mejna pregrada
- Madžarska mejna pregrada med izgradnjo
- Madžarsko-srbska meja blizu Mórahaloma
- Konjena policija patruljira ob mejni pregradi